# Blocul electoral „Platforma Populară Europeană din Moldova — Iurie Leancă”
Blocul electoral „Platforma Populară Europeană din Moldova — Iurie Leancă” (PPEM) este o alianță politică a forțelor proeuropene extraparlamentare de centru-dreapta, constituită la 15 aprilie 2015 de Partidul Popular European din Moldova (nu este înregistrat oficial), Partidul Liberal Reformator, Partidul Acțiunea Democratică și Partidul „Democrația Acasă” (s-a retras din blocul la 6 mai 2015). Blocul PPEM a fost format pentru participarea comună a partidelor respective în alegerile locale generale din 14 iunie 2015.
Liderul blocului PPEM — fostul prim-ministru Iurie Leancă.

## Rezultate electorale

### Alegeri locale

#### Consilii raionale și municipale
| Anul alegerilor | voturi | % din voturi | mandate obținute | +/- |
| --------------- | ------ | ------------ | ---------------- | --- |
| 2015            | 97,879 | 7.61         | 67 / 1116        |     |

#### Consilii orășenești și sătești
| Anul alegerilor | voturi | % din voturi | mandate obținute | +/- |
| --------------- | ------ | ------------ | ---------------- | --- |
| 2015            | 62,690 | 5.90         | 512 / 10570      |     |

#### Primari
| Anul alegerilor | primari | % din total | mandate obținute | +/- |
| --------------- | ------- | ----------- | ---------------- | --- |
| 2015            | 27      | 3.01        | 27 / 898         |     |

Locale 2015

## Legături externe
- Blocul electoral “Platforma Populară Europeană din Moldova — Iurie Leancă” (PPEM)
- Partidul lui Leancă va participa în bloc la alegeri
- De la Partidul Popular European la Blocul electoral „Iurie Leancă”